# Frank Zappa Meets the Mothers of Prevention
Albums de Frank Zappa
Francesco Zappa
(1984) Does Humor Belong in Music?
(1985)
Frank Zappa Meets the Mothers of Prevention est un album de Frank Zappa sorti en 1985.

## Liste des titres
Tous les titres sont de Frank Zappa, sauf mention contraire
| Première face 1. We're Turning Again – 4 min 55 s 2. Alien Orifice – 4 min 03 s 3. Yo Cats (Zappa, Tommy Mariano) – 3 min 31 s 4. What's New in Baltimore? – 5 min 21 s Seconde face 1. Little Beige Sambo – 3 min 02 s 2. Porn Wars – 12 min 04 s 3. Aerobics in Bondage– 3 min 16 s | Première face 1. We're Turning Again – 4 min 55 s 2. Alien Orifice – 4 min 03 s 3. Yo Cats (Zappa, Mariano) – 3 min 31 s 4. What's New in Baltimore? – 5 min 21 s Seconde face 1. I Don't Even Care (Zappa, Johnny Guitar Watson) – 4 min 39 s 2. One Man, One Vote – 2 min 35 s 3. H.R. 2911 – 3 min 35 s 4. Little Beige Sambo – 3 min 02 s 5. Aerobics in Bondage – 3 min 16 s |

### Réédition CD 1995
1. I Don't Even Care (Zappa, Watson) – 4 min 39 s
2. One Man, One Vote – 2 min 35 s
3. Little Beige Sambo – 3 min 02 s
4. Aerobics in Bondage – 3 min 16 s
5. We're Turning Again – 4 min 55 s
6. Alien Orifice – 4 min 10 s
7. Yo Cats (Zappa, Mariano) – 3 min 33 s
8. What's New in Baltimore? – 5 min 20 s
9. Porn Wars – 12 min 05 s
10. H.R. 2911 – 3 min 35 s

## Musiciens
- Frank Zappa - guitar, synclavier
- Steve Vai - guitar
- Johnny « Guitar » Watson - guitar, vocals
- Ike Willis - guitar, vocals
- Ray White - guitar, vocals
- Robert 'Bobby' Martin - keyboards, vocals
- Tommy Mars - keyboards
- Scott Thunes - bass
- Chad Wackerman - drums
- Ed Mann - percussion

## Production
- Production : Frank Zappa
- Ingénierie : Bob Stone, Mark Pinske
- Direction musicale : Frank Zappa
- Conception pochette : Chris Whorf, Jeffery Fey